# 丁山镇
丁山镇，是中华人民共和国重庆市綦江区下辖的一个乡镇级行政单位。

## 行政区划
丁山镇下辖以下地区：
红星社区、秋发村、黄坪村、狸狮村、四角村、关佛村、石佛村和保元村。